# رباطية مسننة الأوراق
الرباطية مسننة الأوراق نوع نباتي يتبع جنس الرباطية من الفصيلة المسكية.

## البيئة والانتشار
يتواجد هذا النبات في شرق الولايات المتحدة وكندا.